# Museu Comarcal de la Noguera
El Museu Comarcal de la Noguera va ser creat el 31 de gener de 1983. Està ubicat al centre històric de la població de Balaguer, capital de la comarca. La institució conserva peces arqueològiques, obres artístiques i objectes etnogràfics de la població i de la comarca.

## Història
Abans de la creació del Museu Comarcal de la Noguera, ja existia una institució precedent, que era el Museu Municipal de Balaguer. Aquest estava situat a la segona planta de la Paeria, on s'anaven emmagatzemant totes les peces procedents, en la majoria dels casos, de les excavacions arqueològiques de la ciutat.
El 1982 la col·lecció va començar a augmentar a causa de la represa de l'excavació al castell de la ciutat, l'inici de les excavacions al jaciment del Pla d'Almatà i per l'arribada de peces de tota la comarca. Per aquests motius es requeria la creació d'un museu comarcal que pogués albergar totes les peces. La institució va nàixer el 31 de gener de 1983: la paeria i el departament de Cultura de la Generalitat de Catalunya van signar un conveni que fixava la transformació de l'antic Museu Municipal de Balaguer en el Museu Comarcal de la Noguera. Segons el document, la finalitat de la nova institució era administrar i organitzar el patrimoni museístic de Balaguer, procurar la coordinació de l'activitat museística de tota la comarca i el desenvolupament al servei d'aquesta de les tasques de recerca, documentació, conservació-restauració, difusió i pedagogia del patrimoni integral de la comarca. D'aquesta manera el Museu Comarcal de la Noguera es convertiria en el centre d'interpretació i de dinamització del patrimoni d'època medieval de la ciutat de Balaguer.

### Edificis del museu
El que havia estat el Museu Municipal ubicat a la segona planta de la paeria no podria convertir-se en la nova seu del Museu Comarcal a causa de les seves reduïdes dimensions. Per aquest motiu, el propi Departament de Cultura va parlar del projecte que passava per la construcció d'unes instal·lacions de nova planta.
Mentrestant, va quedar instal·lat a l'església de Sant Josep després de l'acord entre la paeria i la parròquia de Santa Maria de Balaguer. El museu no va obrir les portes fins al 22 de maig de 1987, ja que l'església del segle xviii presentava problemes estructurals i es van haver de fer certes remodelacions.
L'edifici de nova planta va ser encarregat als arquitectes Humbert Costas i Manel Gómez. En la construcció del nou museu es va tenir en compte el lloc de construcció, en el nucli antic, així com el fet que s'havia de construir pensant en els materials que havia d'albergar. Per tant, la construcció de l'edifici de nova planta estaria pensat per albergar unes col·leccions determinades.
La Paeria de Balaguer i el Departament de Cultura van promocionar la construcció del museu en el lloc on es troba. El lloc estava deteriorat, però és el més cèntric de la ciutat. El que es pretenia amb la construcció de l'edifici ex novo era impulsar la dinamització del patrimoni local en l'eix de la difusió. Aquesta filosofia va quedar plasmada en el Projecte de Gestió del Patrimoni islàmic i comtal de Balaguer. El 25 de maig de 1995 es va inaugurar el nou museu a la plaça dels Comtes d'Urgell amb l'exposició «El mestre de Balaguer» (segle XVI). El mateix any, el Servei d'Arqueologia del Departament de Cultura de la Generalitat iniciava els tràmits per a la declaració de Bé Cultural d'Interès Nacional del Pla d'Almatà.

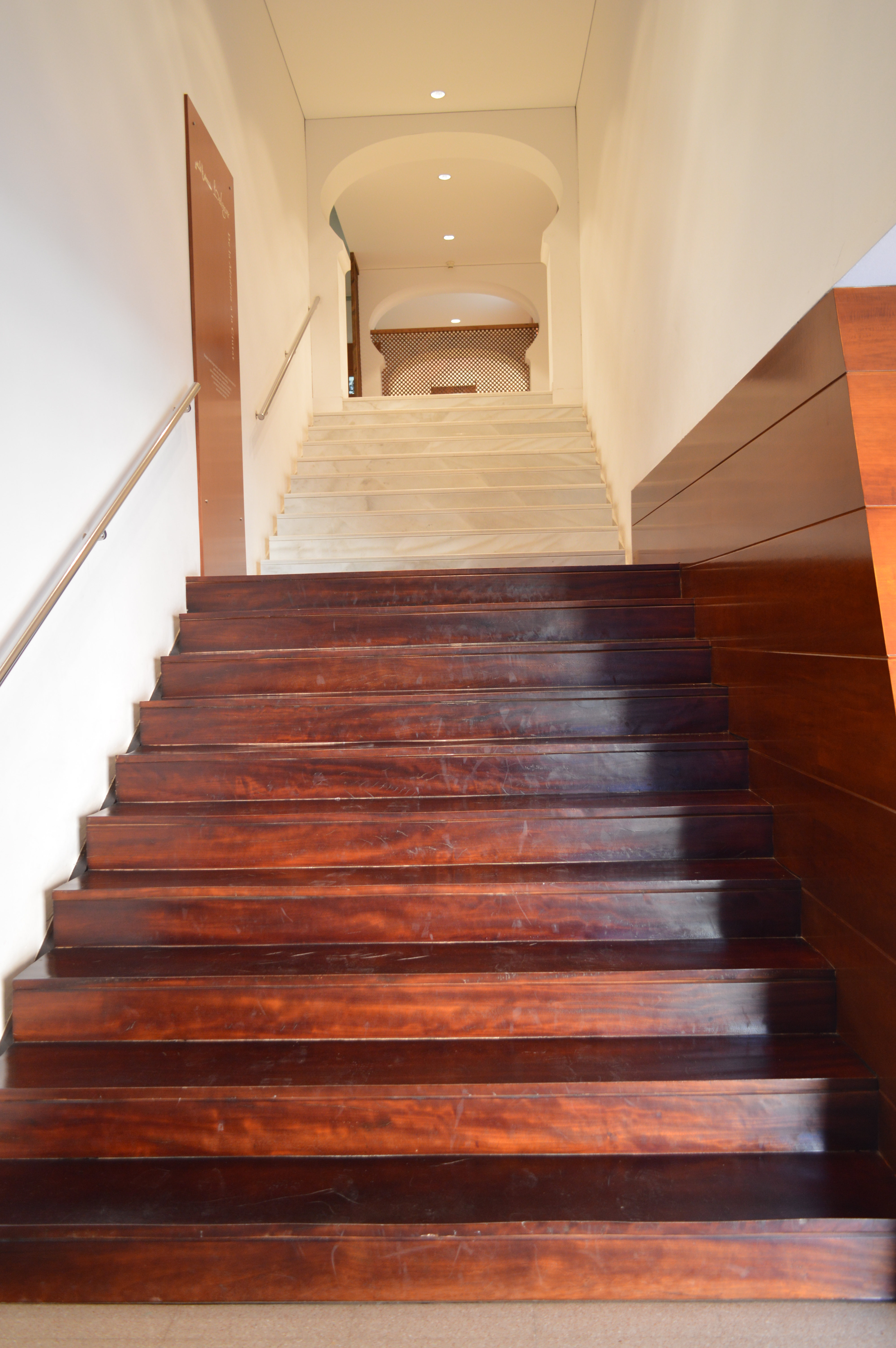
Accès a la primera planta

#### Distribució de l'edifici actual
L'edifici té una superfície edificada d'aproximadament 1500m². Aquest s'estructura en tres plantes comunicades entre si per dos grups d'escales, un com a sortida d'emergència i l'altre com a distribuïdor principal. També compta amb un muntacàrregues per al moviment d'obres, però que també té funció d'ascensor. El soterrani en planta compta amb àrees d'acollida, desinfecció, restauració i reserva, arxius i conservació. A la planta baixa la porta principal ens aboca al vestíbul que actua de distribuïdor de l'espai cap a la sala d'exposicions temporals, la sala permanent i els espais privats destinats a la direcció, administració i sala de consulta. A la part posterior de l'edifici trobem el moll de càrrega i descàrrega, i que comunica a través d'un pati intern amb el carrer del Miracle. La primera planta està dedicada a l'exposició permanent, inaugurada el 19 d'abril de 1997 amb el títol «Hisn Balagî-Balaguer. De la madîna a la ciutat».

## Evolució del projecte museològic
La transformació del Museu Municipal de Balaguer en Museu Comarcal de la Noguera va suposar un gran canvi pel que fa al projecte museològic. L'agrupació d'objectes i de peces del Museu Municipal no estaven regides per cap projecte museològic oficial. Amb la transformació de la institució en Museu Comarcal i el trasllat a l'església de Sant Josep, va sorgir un primer projecte museològic per a la Sala de Síntesi del museu, que s'inaugurava l'octubre de 1989. Aquest estava basat en una síntesi de totes les èpoques que comprenia des de la prehistòria fins a l'edat moderna. El fil conductor de l'exposició era històric i comarcal. Mentre es redactava aquest projecte es va oferir una àmplia oferta d'exposicions pròpies i foranes.
El segon projecte museològic neix a causa de la ubicació del museu en l'edifici actual, que estableix el Projecte de Gestió del Patrimoni islàmic i comtal de Balaguer. D'aquesta manera el Museu de la Noguera opta per l'exposició d'allò únic que es troba en el seu territori esdevenint en el centre d'interpretació i de dinamització del patrimoni d'època medieval de la ciutat de Balaguer Per tant, es va passar d'un projecte museològic basat en una síntesi general, a un projecte que apostaria per una època determinada.

## Fons del museu
El Museu Comarcal de la Noguera, tot i ser creat en un primer moment per albergar les peces arqueològiques procedents de les excavacions de la ciutat i de la rodalia, també conserva peces arqueològiques, obres d'art i objectes etnogràfics de diferents procedències.

### Col·leccions arqueològiques
És el conjunt més important que es conserva al museu. El fons arqueològic està format per l'antic fons del Museu Municipal de Balaguer, que recollia els materials arqueològics recuperats entre els anys 1969 i 1973 a les excavacions del Castell Formós i els materials provinents de les campanyes arqueològiques realitzades a Balaguer i a la Noguera. Les peces més importants són les guixeries àrabs i mudèjars procedents de les excavacions del Castell Formós que decoraven el palau àrab del segle xi, i que posteriorment fou residència dels Comtes d'Urgell. També té restes arquitectòniques dels segles X al XV procedents de les intervencions arqueològiques de la ciutat, i un gran nombre de ceràmica àrab i feudal, que conformen un dels lots més importants de Catalunya, sobretot les ceràmiques andalusines dels segles IX-XI i les importacions de Manises i Paterna dels segles xiv i xv.

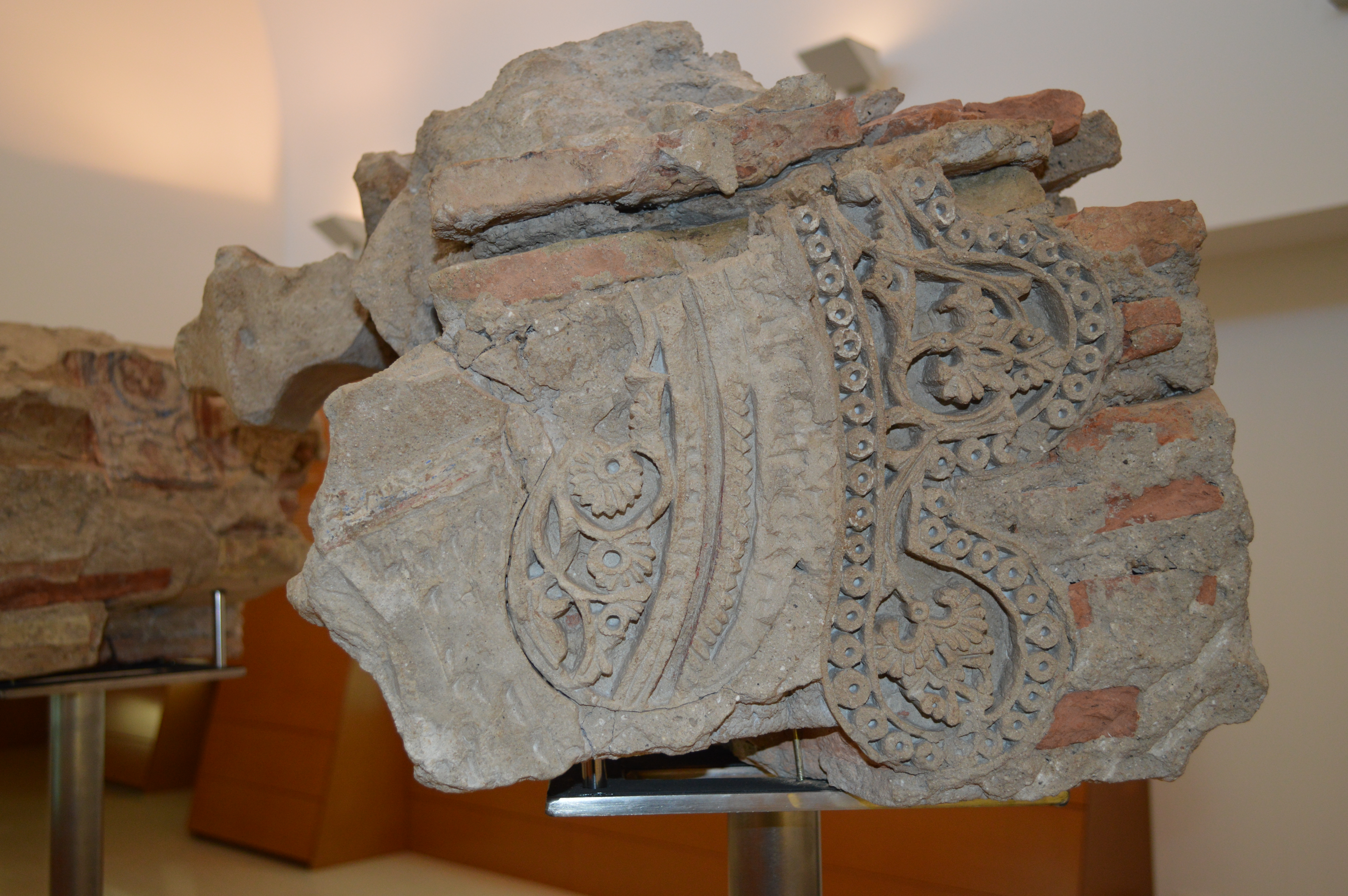
Fragment de guixeria del Castell Formós

Altres materials que cal destacar són els d'època prehistòrica dels jaciments de la Roca dels Bous de Sant Llorenç de Montgai, de la Cova Gran de Santa Linya i de la Cova de l'Estret de Tragó; els materials protohistòrics de La Pedrera de Vallfogona de Balaguer o La Colomina de Gerb; i els materials hispanovisigots del poblat El Bovalar de Seròs o de la necròpoli de Palous de Camarasa. Igualment, són especialment rellevants els materials medievals del Castell Formós, el Pla d'Almatà o el centre històric de Balaguer, sobretot pel que fa al període andalusí.

### Col·leccions artístiques
El museu guarda una col·lecció de retaules i teles procedents de l'antiga església de Sant Salvador (segles XIII i XVII) i pintures sobre fusta del segle xv al XVIII. Es tracta d'obres atribuïdes a autors de renom com el Mestre de Vielha (segle xv) o el Mestre de Balaguer (primer quart de segle XVI). A part d'obres de tipus pictòric, també té escultures.
La col·lecció d'art contemporani prové en gran manera del dipòsit del fons d'art de la Paeria de Balaguer on destaca principalment el fons del pintor balaguerí Francesc Borràs. Entre altres pintors també hi són representats Viola, Ràfols Casamada, Eduard Alcoy, Rosa Siré, Jaume Minguell… i artistes balaguerins com Marcel·lí Bergé, Andreu Saiz, Josep M. Llobet, Antoni Collado, etc.

### Col·lecció etnogràfica
Aquesta col·lecció està formada bàsicament per donacions d'objectes de la vida quotidiana. El museu s'encarrega de recollir-los i de la seva restauració. La col·lecció compta principalment amb utillatge de cuina i de rebost dels segles XIX i XX. S'inclou també en aquesta col·lecció una sèrie d'elements de vestuari litúrgic i quotidià de segles XVIII-XIX.

## Sales d'exposició

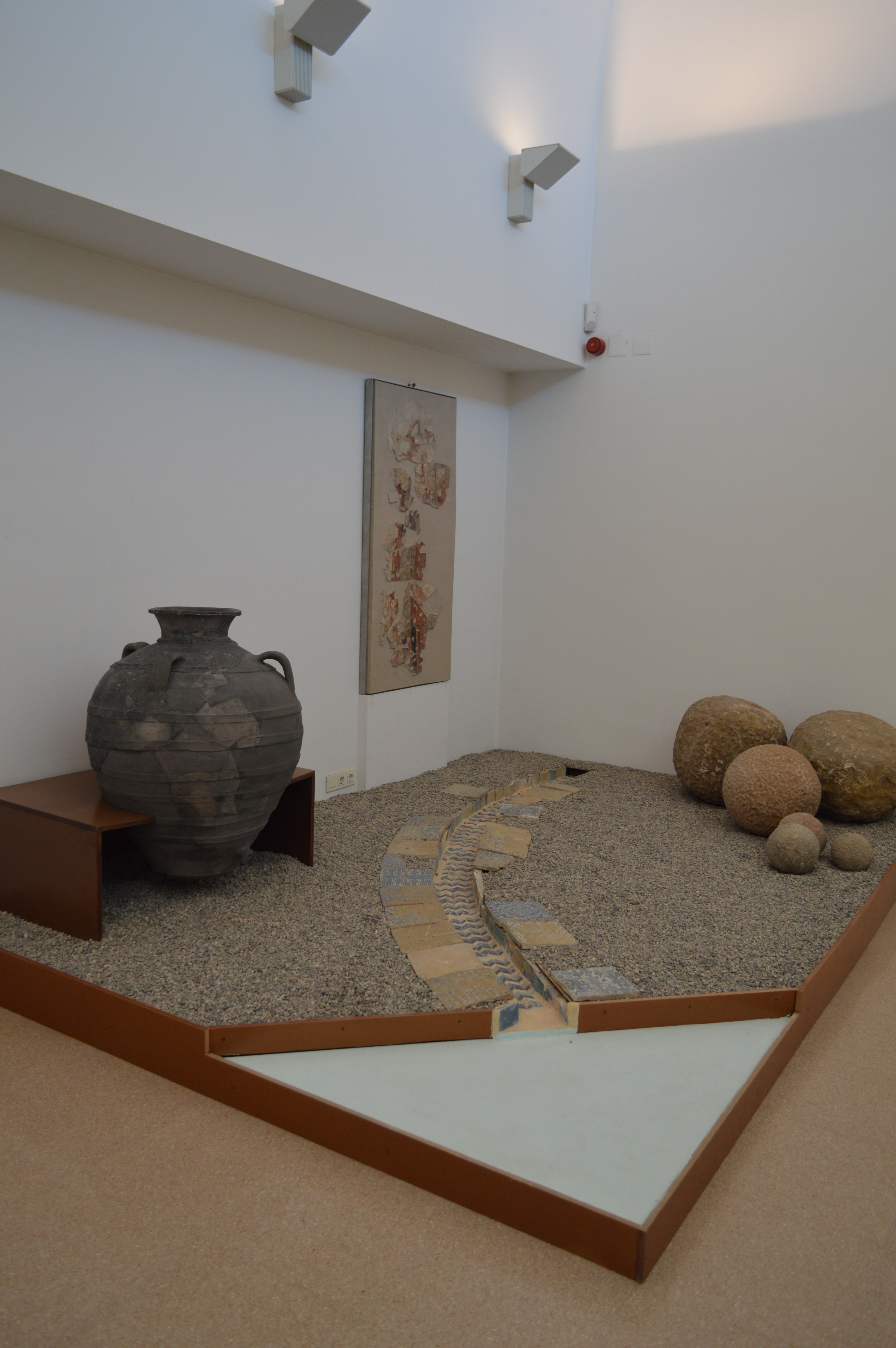
Exposició permanent

### Sales de l'exposició permanent
Comprèn tota la superfície de la primera planta (301 m²). Va ser inaugurada el 19 d'abril del 1997 amb el títol Hisn Balagî-Balaguer. De la Madîna a la ciutat. L'exposició compta amb quatre sales:
- Sala 1: al-Àndalus i el comtat d'Urgell. Se centra en el marc territorial i polític d'allò que fou la marca superior d'al-Àndalus i els comtats catalans.
- Sala 2: Madîna Balagî. Tracta de la ciutat islàmica, on destaca el Pla d'Almatà, el jaciment arqueològic islàmic més important de Catalunya.
- Sala 3: Hisn Balagî. Presenta el Castell com a centre de poder, tant en l'època cristiana com en la comtal.
- Sala 4: Ciutat de Balaguer. Dedicada a la ciutat de Balaguer dels segles xiv i xv, període en què fou capital del comtat d'Urgell.

### Sala d'exposicions temporals

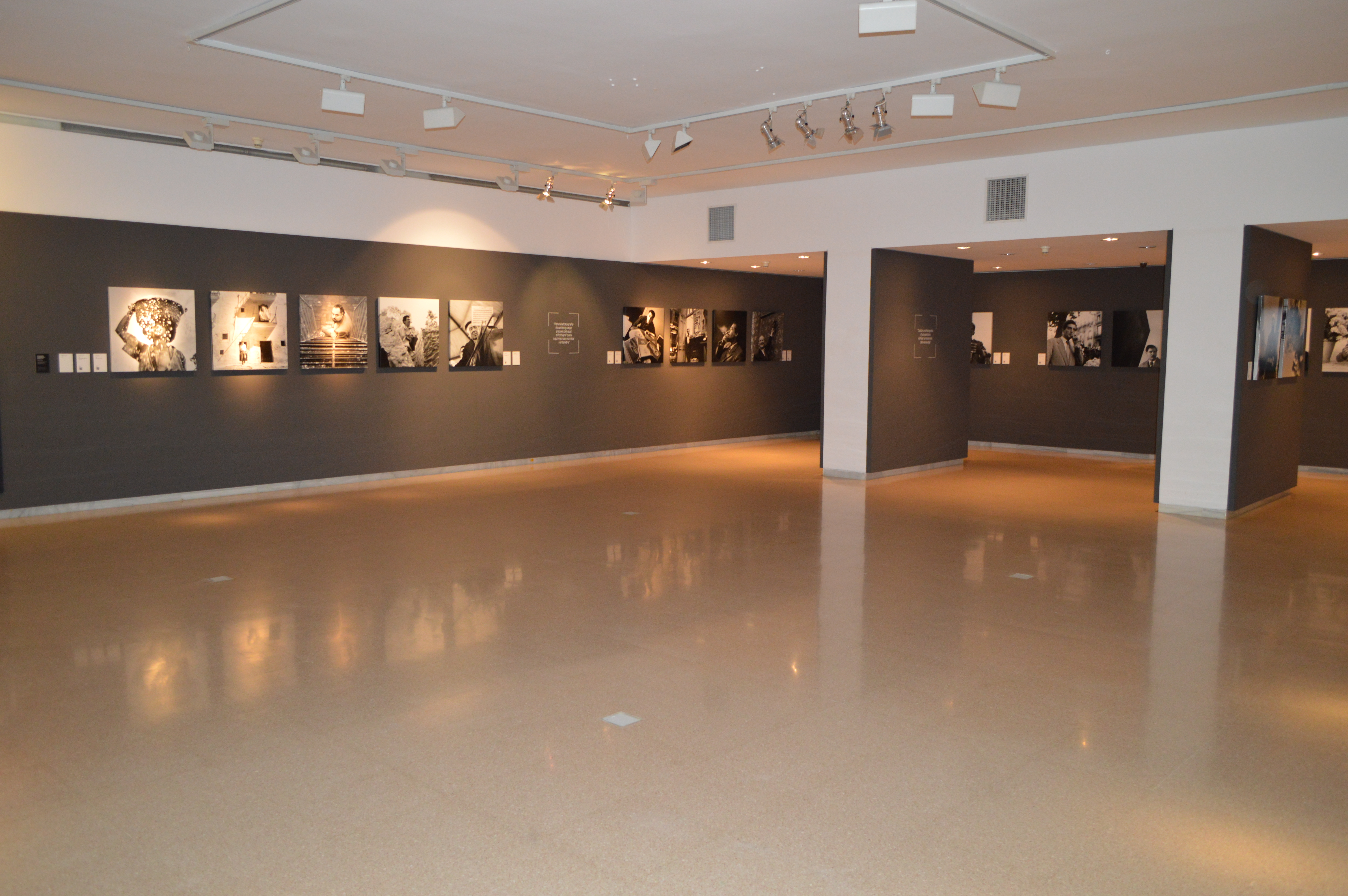
Sala d'exposicions temporals

Situada a la planta baixa de l'edifici, està destinada a les exposicions de curta durada. La primera va ser El mestre de Balaguer, segle XVI inaugurada el 25 de maig de 1995 pel conseller de Cultura. Les darreres exposicions:
- Català-Roca retrats (del 8 de novembre de 2014 al 2 de febrer de 2015).
- Sexe a l'època romana (del 15 de març al 25 de maig de 2014).
- O rei, o res. 600 anys de la fi del Comtat d'Urgell (del 8 de novembre de 2013 al 23 de febrer de 2014).
- Catalunya bombardejada (del 20 d'agost a l'1 de setembre de 2013).
- De la terra i dels homes. Fotografies de Ton Cirera (del 3 de novembre de 2012 al 27 de gener de 2013).
- L'arquitectura vehicle de modernitat. Balaguer, anys 60 (del 10 de novembre de 2011 al 29 de febrer de 2012).
- Joanpere Massana. Del llibre de l'aigua: com a titelles (del 22 de juny al 21 d'agost de 2011).
- Frederic Letamendi Antologia (del 26 de març al 16 de maig de 2010).
- Conviure amb la por: 1938, el cap de pont de Balaguer (del 8 de novembre de 2008 al 22 de febrer de 2009).
- Senyors de la guerra, Balaguer i la Marca Superior (del 9 de novembre del 2005 al 29 de gener de 2006).
- De l'ànima al paper: dibuixos i esbossos de Francesc Borràs 1891-1968 (del 7 de novembre de 2009 al 28 de febrer de 2010).
- Plats i olles. Menjar a la Balaguer medieval i moderna (del 20 de desembre de 2003 al 22 de febrer de 2004).

## Jaciments arqueològics
La creació del museu tenia com a objectiu albergar les restes arqueològiques procedents d'aquests dos jaciments, que actualment encara s'excaven i que són gestionats pel mateix museu:

### Pla d'Almatà
El jaciment arqueològic del Pla d'Almatà constitueix el nucli originari de la ciutat de Balaguer, un indret on durant el segle VIII es va establir un assentament militar de les tropes àrabs i berbers que seguien la via del riu Segre en el seu camí cap a la conquesta d'Europa. Un cop dins la Marca Superior es convertí en una ciutat: madina Balaguer. Es pot visitar, ja que s'han museïtzat quatre grans cases i una part de carrer, i es poden veure les restes de l'antiga muralla del segle viii. Actualment, el jaciment està declarat Bé Cultural d'Interès Nacional.

### Castell Formós
El 897, Lubb b.Ahmat al-Qasi , senyor de la Marca Superior, va tornar del comtat de Barcelona on havia ferit de mort al comte Guifré el Pilós. Llavors va iniciar la construcció de la fortificació de la zona amb la construcció dels castells de Balaguer i Montsó. A mitjans del segle xi es va edificar la Sudda (residència del governador) decorada amb estucs de guix i policromia. Actualment es poden veure els vestigis conservats de les estructures i muralles al Jardí Arqueològic Castell Formós. Una de les peces més importants de la col·lecció és un fragment de plafó decoratiu amb el motiu de l'harpia, que ha donat nom a una de les festes medievals més populars de la localitat.

## Eines de difusió
Un dels objectius principals de la creació del Museu de la Noguera ha estat poder interpretar i dinamitzar el patrimoni de l'època medieval de la ciutat de Balaguer, i per tant, ha d'assumir la seva difusió. El Museu de la Noguera treballa en tres àmbits diferents:

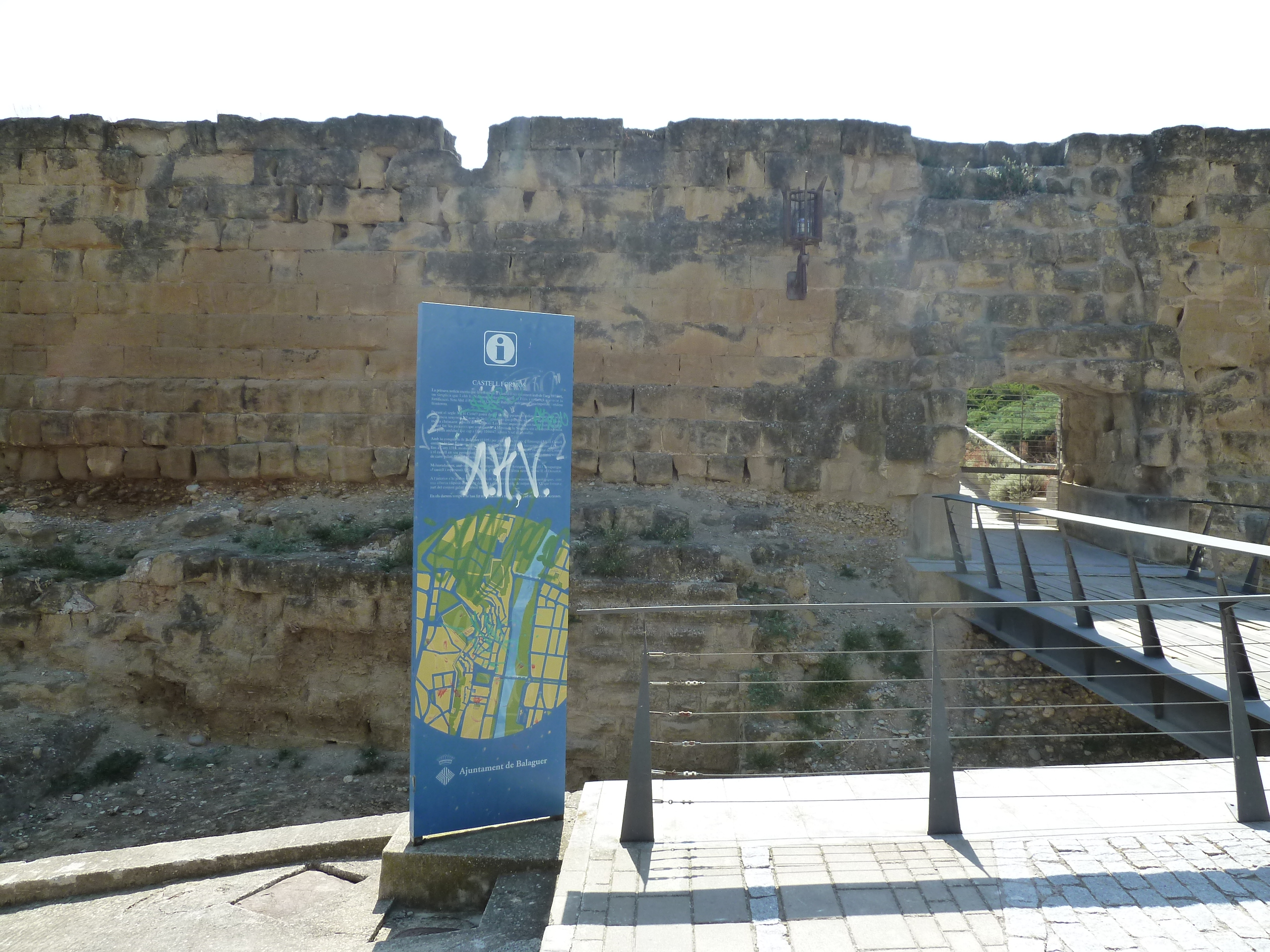
Castell Formós

- Àmbit escolar: el museu ofereix una sèrie de propostes didàctiques educatives com un joc anomenat «La trampa del temps», adreçat al cicle superior de primària, i un quadern de treball sobre l'exposició permanent dirigit a estudiants de l'ESO.[24]
- Àmbit turístic: hi ha una gran oferta per visitar els diferents monuments de la ciutat (Parc Arqueològic del Pla d'Almatà, Muralles gòtiques, Observatori de la Guerra Civil, Claustre de Sant Domènec, església de Santa Maria, Santuari de Sant Crist i Castell Formós), així com altres llocs que estan vinculats estretament amb el museu com el Centre d'interpretació de l'or del Segre[25] i l'espai transmissor de Seró.[26]
- Àmbit científic: amb la realització d'una recerca i investigació constants.

## Galeria fotogràfica

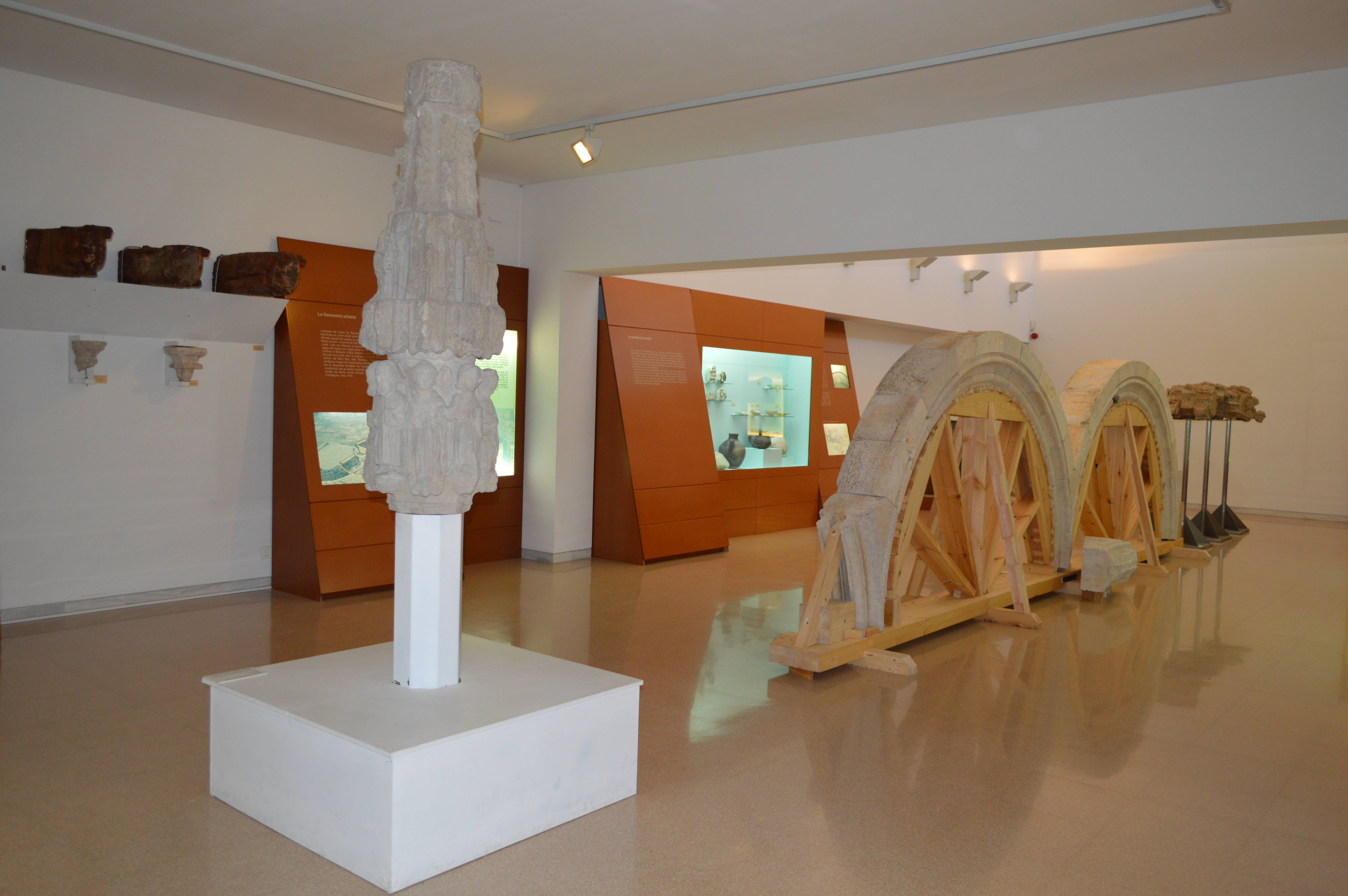
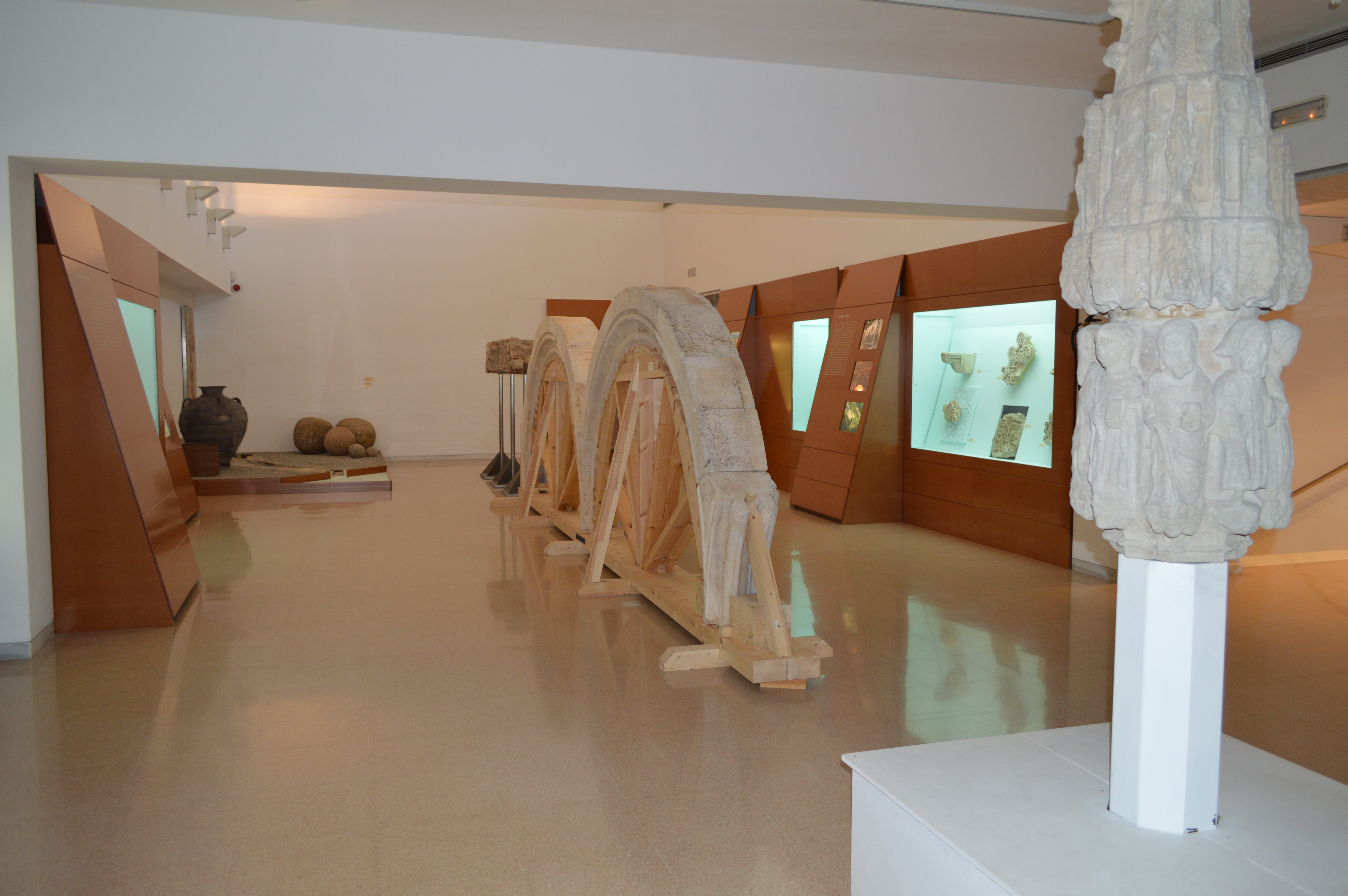
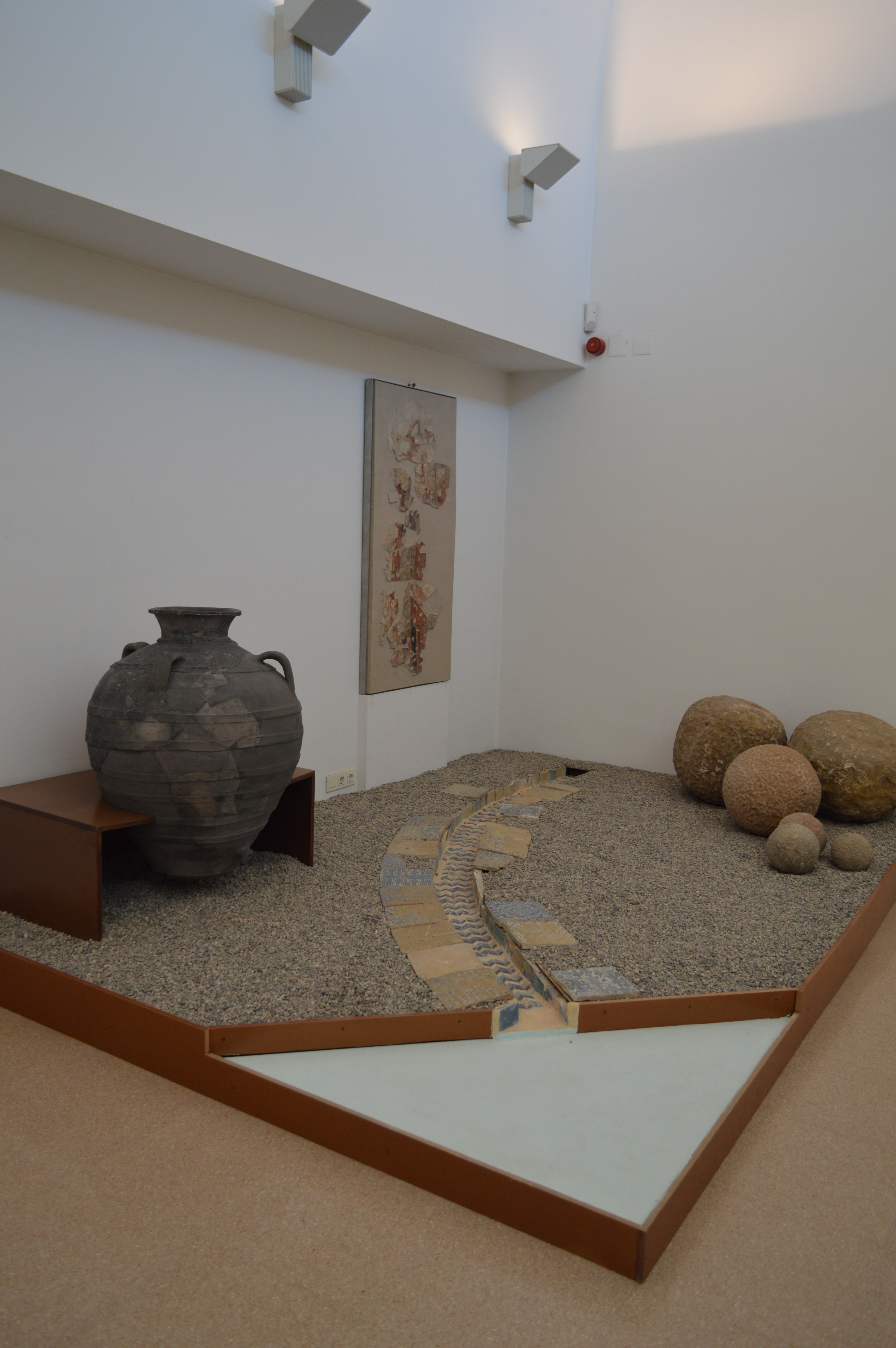
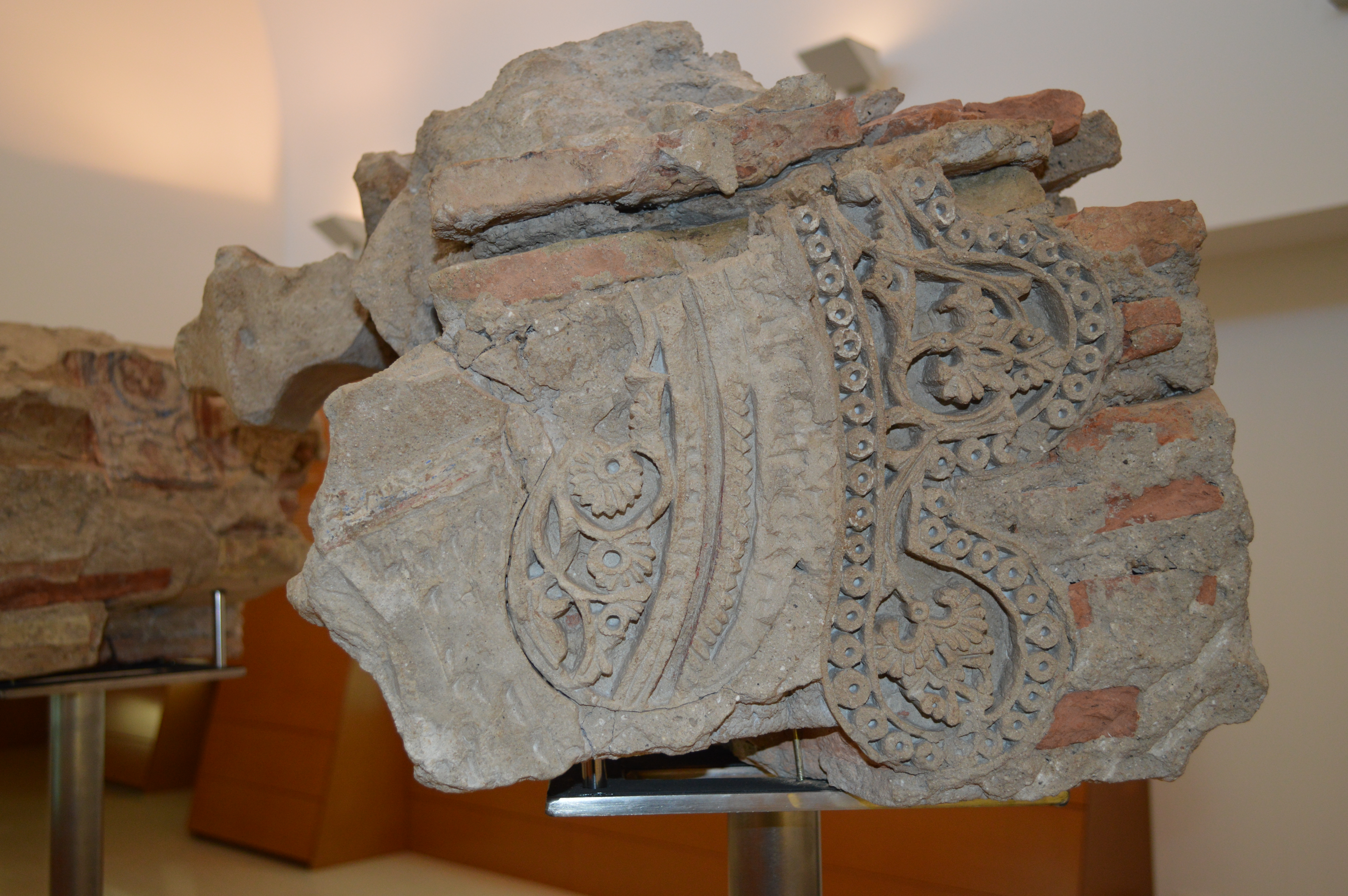
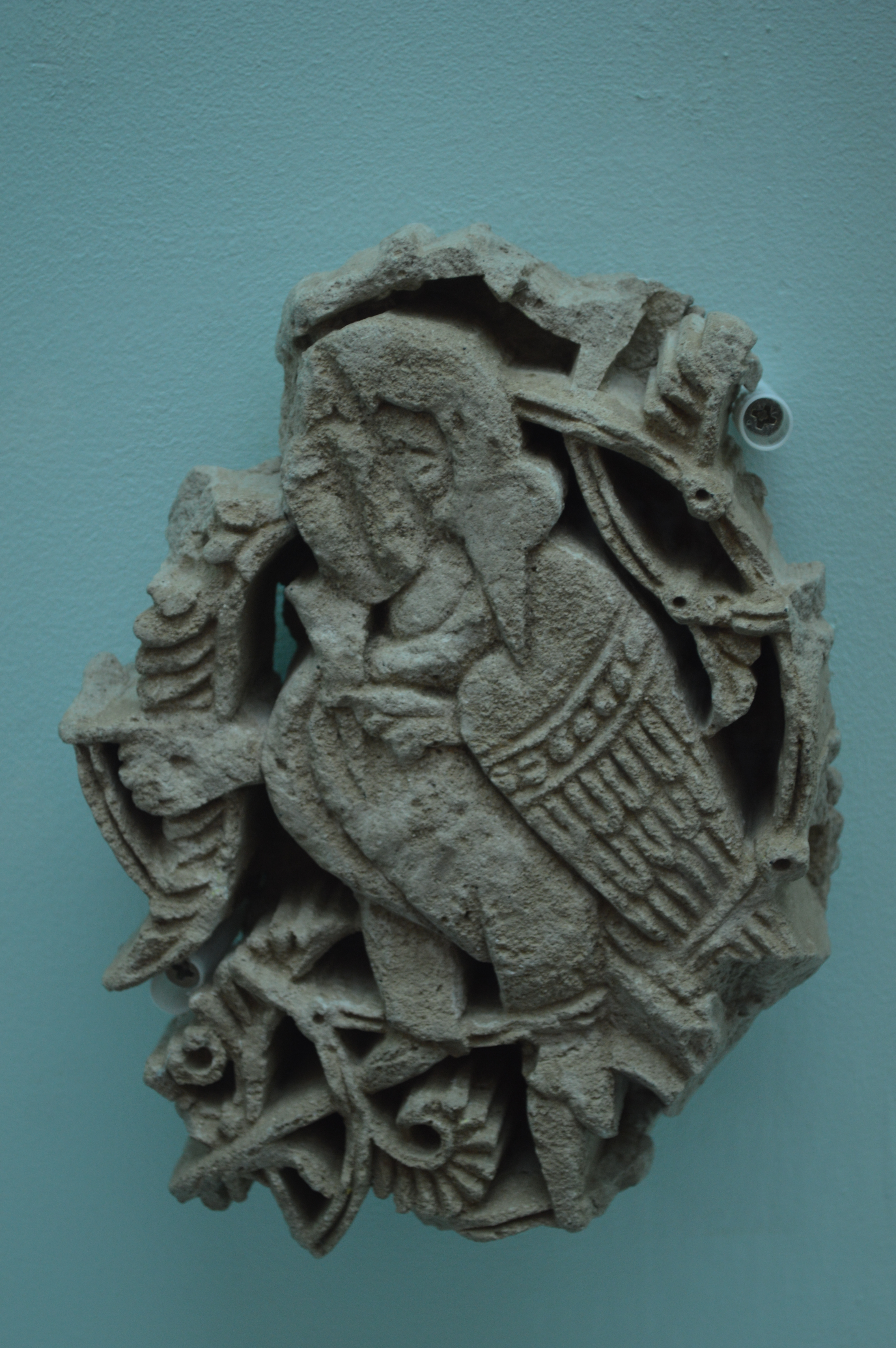
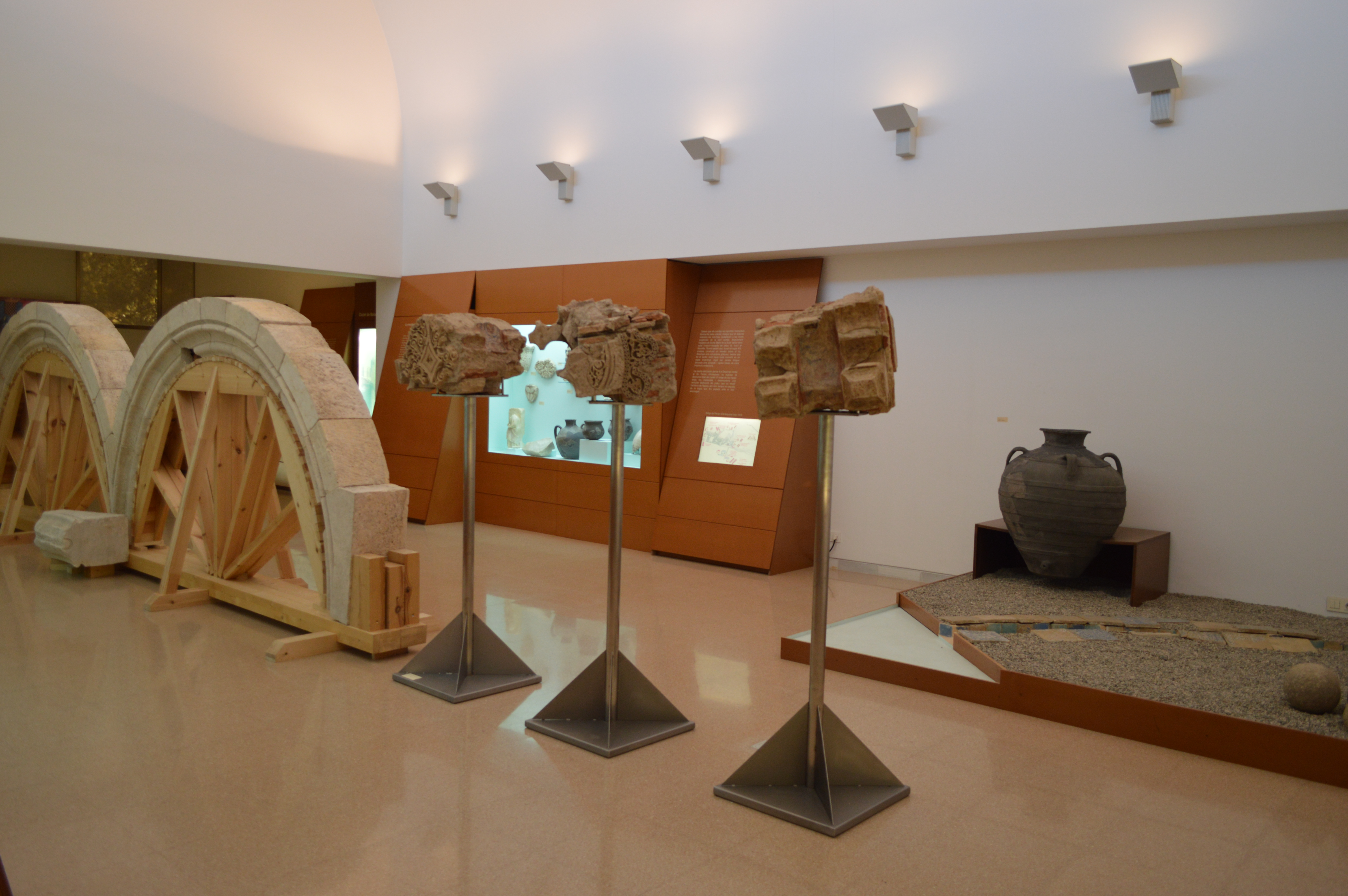
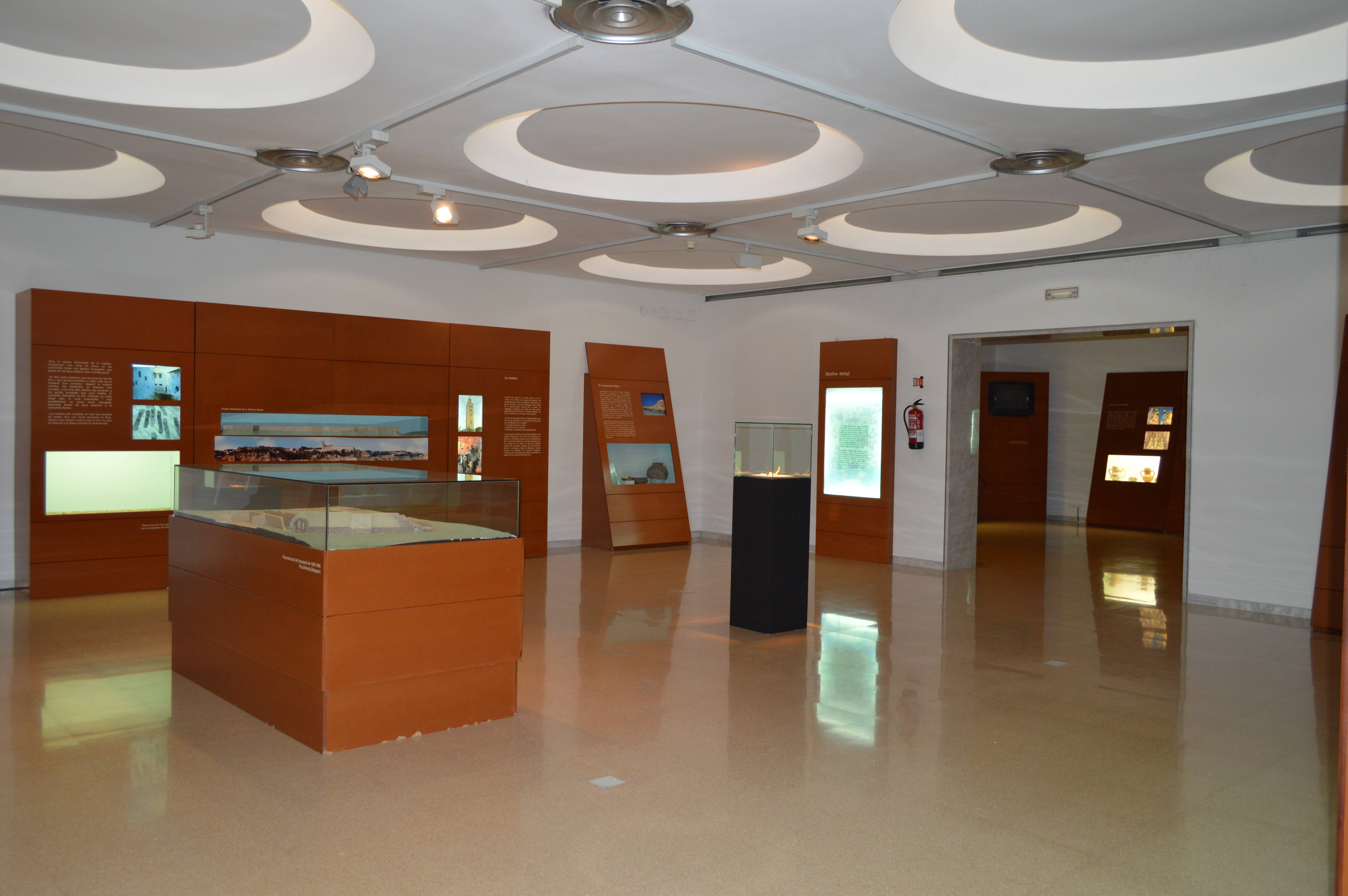
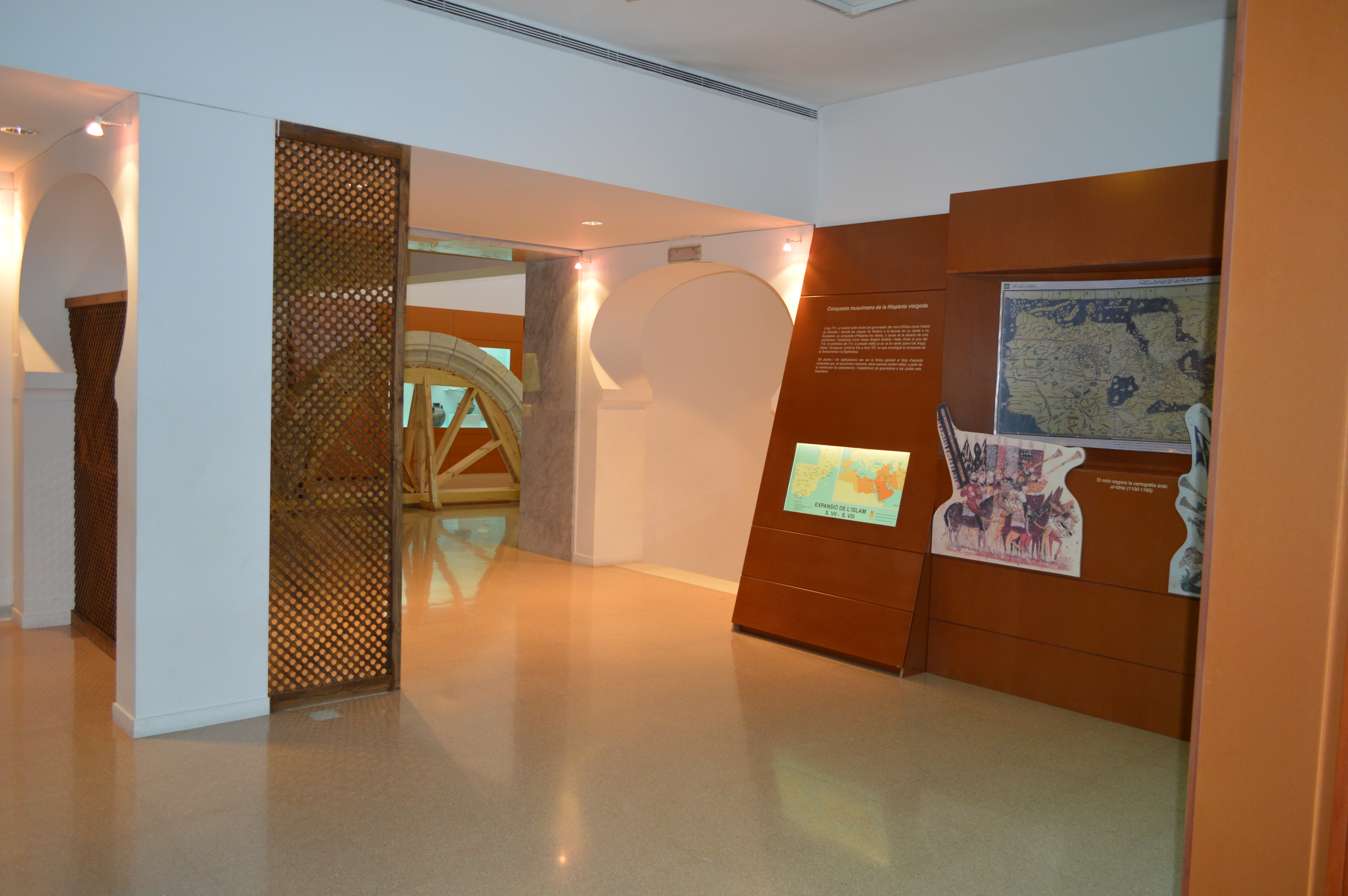
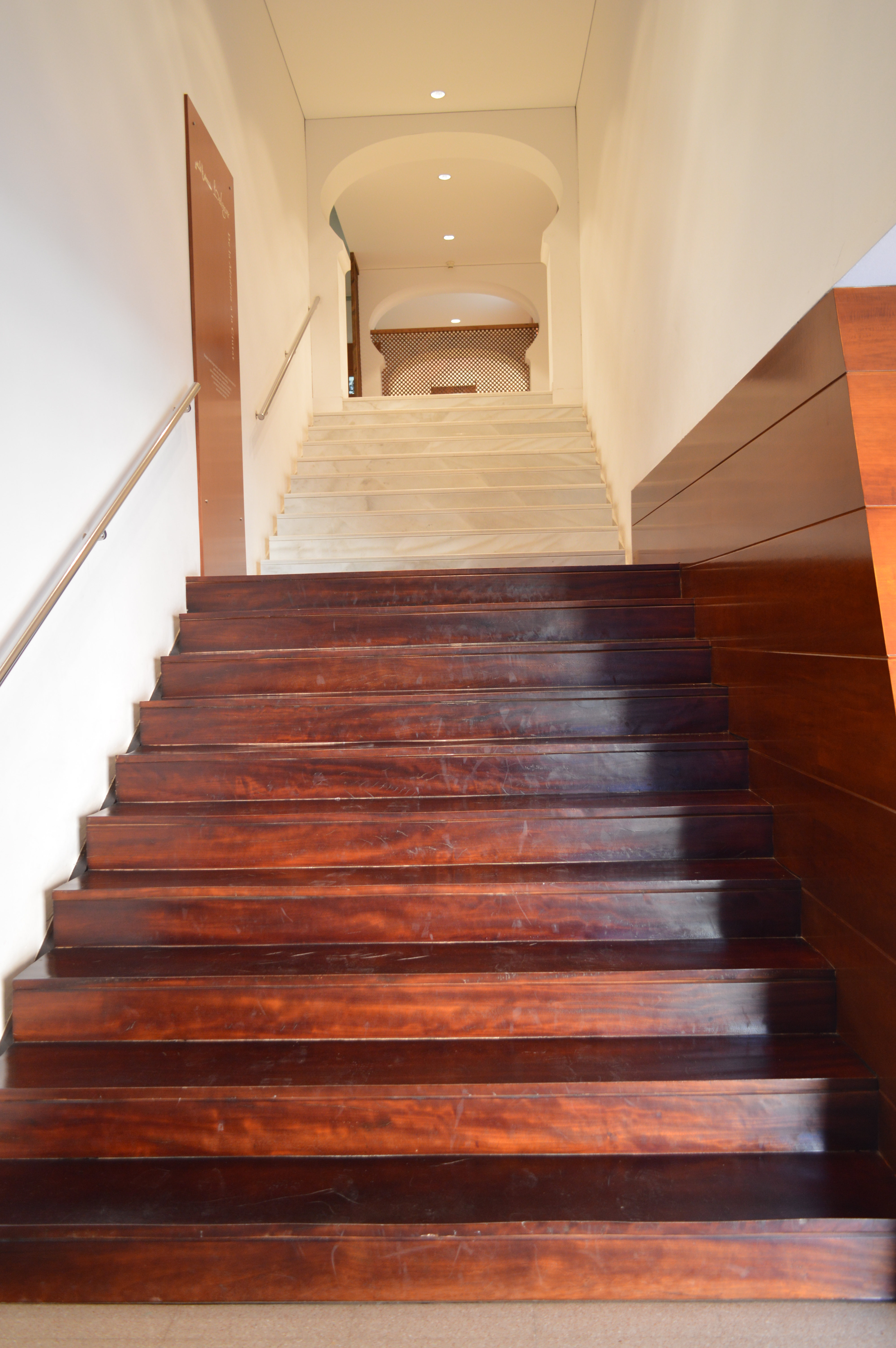
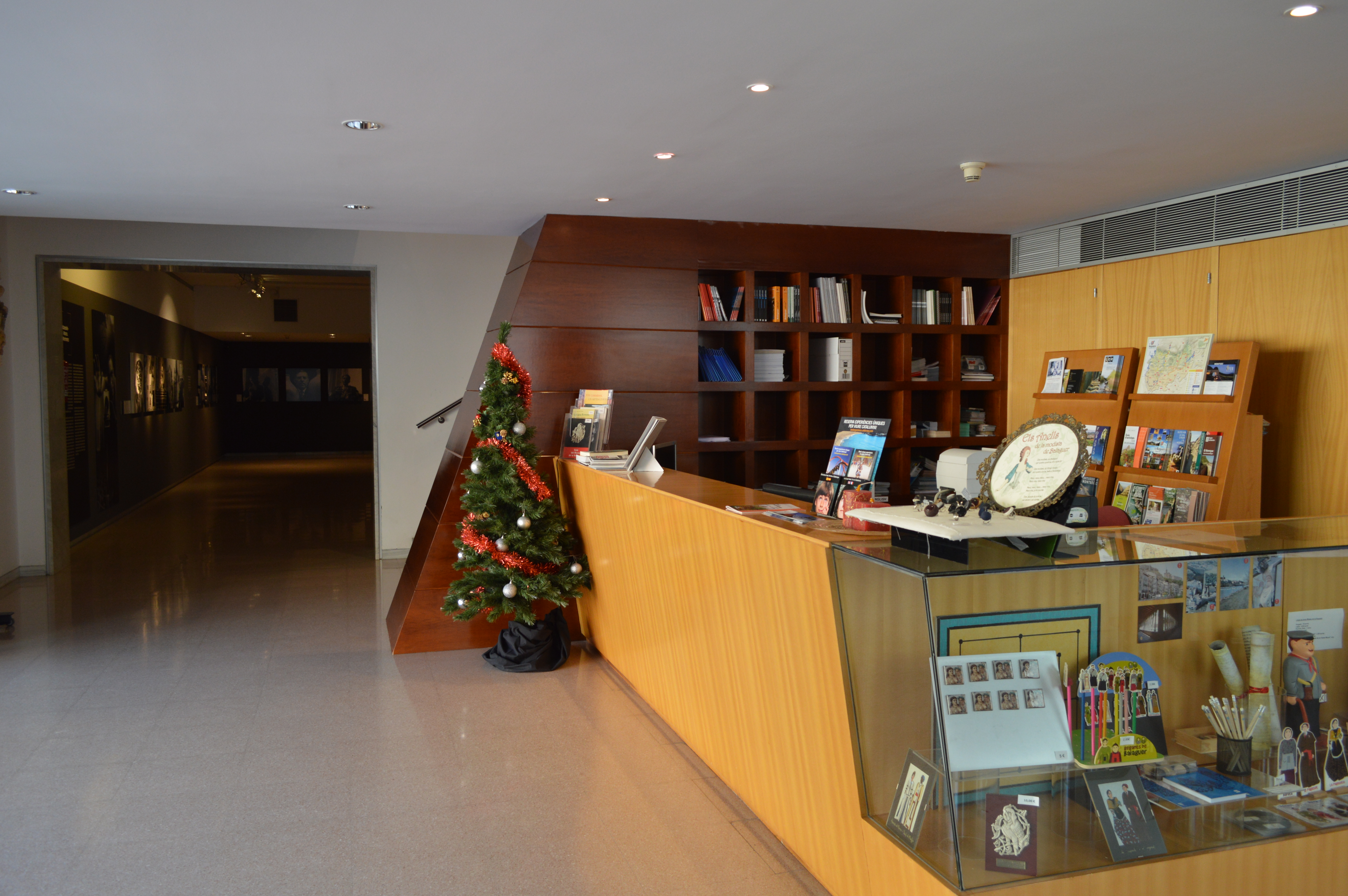
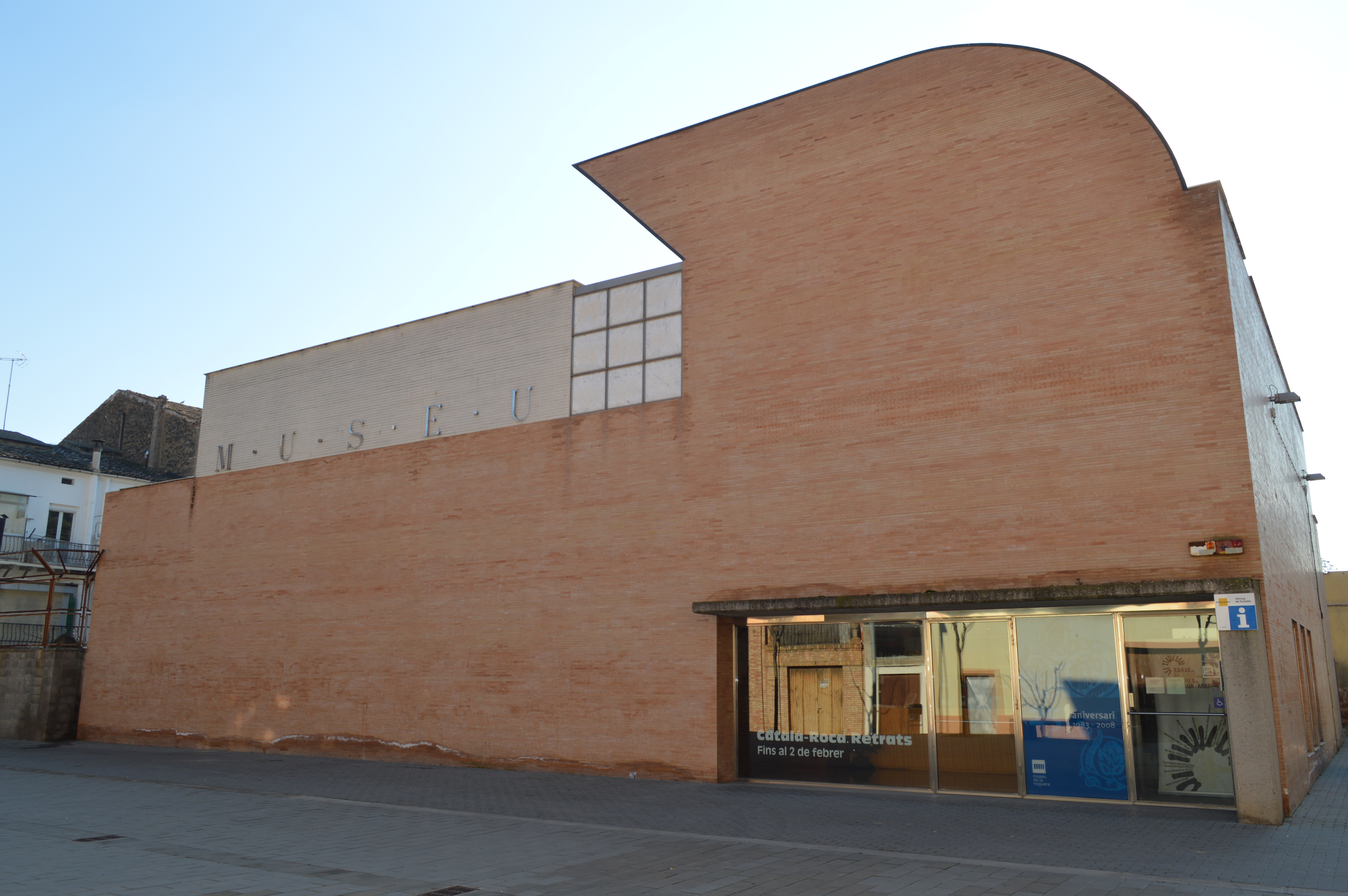